# Mercedes-Benz M 276
| Mercedes-Benz                     | Mercedes-Benz                             |
| --------------------------------- | ----------------------------------------- |
| Mercedes-Benz M 276.9 (Saugmotor) |                                           |
| M 276                             |                                           |
| Hersteller:                       | Mercedes-Benz                             |
| Produktionszeitraum:              | seit 2011                                 |
| Bauform:                          | V, Sechszylinder                          |
| Motoren:                          | 3,0 Liter (2996 cm³) 3,5 Liter (3498 cm³) |
| Vorgängermodell:                  | M 272                                     |
| Nachfolgemodell:                  | M 256                                     |
| Ähnliche Modelle:                 | M 278                                     |

Der Mercedes-Benz M 276 ist eine Baureihe von Sechszylinder-V-Motoren (Ottomotoren), die Mercedes-Benz seit Herbst 2010 als Nachfolger der M-272-Generation produziert. Gegenüber dem Vorgänger ist der Zylinderbankwinkel von 90° auf 60° reduziert, sodass auch ohne Ausgleichswelle keine freien Massenmomente erster Ordnung auftreten. Die Hauptbauteile werden im Motorenwerk Stuttgart-Bad Cannstatt gefertigt, wo auch die Montage des Motors erfolgt.
Die Motorengeneration ist eng verwandt mit den Achtzylindern der M 278-Baureihe, obwohl diese über 90° Zylinderbankwinkel verfügen. Der M 276 debütierte im Frühjahr 2011 in der modellgepflegten C-Klasse (Baureihe 204), im SLK (R 172) und im CLS (Baureihe 218) sowie in zahlreichen 4MATIC-Modellen.

## Technik
Zu Beginn kamen nur Aggregate mit 3,5 Litern Hubraum zum Einsatz. Seit dem Frühjahr 2013 wird auch ein im Hubraum auf drei Liter reduzierter Motor, der mittels zwei Turboladern aufgeladen ist, angeboten.

### M 276 DES 35
Der Hubraum des Sechszylinder-V-Motors beträgt 3498 cm³ mit einer Bohrung von 92,9 mm und einem Hub von 86 mm, bei einem Zylinderabstand von 106 mm. Das Verdichtungsverhältnis beträgt 12,2:1. Das Kurbelgehäuse, die Kolben und der Zylinderkopf des Motors sind aus Aluminium gefertigt, wobei die Zylinderlaufbuchsen aus Grauguss ausgeführt sind. In der 225 kW (306 PS)-Variante wiegt der Motor nach DIN-Norm 170,6 kg.
Die Steuerung des Ladungswechsels erfolgt über vier Ventile pro Zylinder (Vierventiltechnik) und je Zylinderbank zwei obenliegende, von einer Steuerkette angetriebene Nockenwellen. Außerdem verfügt der Motor über eine Nockenwellenverstellung für Ein- und Auslassseite.
Es kommt eine strahlgeführte Benzindirekteinspritzung der dritten Generation (200 bar Kraftstoffdruck) mit BlueDirect-Brennverfahren und Piezoinjektoren zum Einsatz. Diese soll in Verbindung mit einer Mehrfachzündung und dem  neuen Schichtbrennverfahren mit erweitertem Kennfeldbereich einschließlich verbrauchsoptimaler Magerverbrennung zu vermindertem Kraftstoffverbrauch beitragen.
Die Leistungsaufnahme von Nebenaggregaten wurde abgesenkt. Dazu zählen eine optimierte Wasserpumpe mit Wärmemanagement der zweiten Generation, eine geregelte Ölpumpe, eine mengengeregelte Kraftstoffhochdruckpumpe sowie eine intelligente Generatorregelung. Mittels konsequenten Leichtbaus und einer intensiven Feinoptimierung wurde außerdem die Triebwerkreibung im Vergleich zum Vorgängermotor deutlich reduziert. Zusammen mit der Start-Stopp-Technik, der Schaltpunktverschiebung und Reibleistungsreduzierung wurden insgesamt Verbesserungen im Fahrverbrauch von über 20 Prozent möglich.

### M 276 DEH 30 LA
Der Hubraum dieser Variante beträgt 2996 cm³ bei einem identischen Hub-Bohrungs-Verhältnis wie der 3,5-Liter-Variante (Bohrung 88 mm, Hub 82,1 mm). Das Verdichtungsverhältnis beträgt 10,7:1. In der 245 kW (333 PS)-Variante wiegt der Motor nach DIN-Norm 179,2 kg.
Zur Optimierung der Zylinderlaufbahn kommt erstmals bei einem Aluminium-Druckguss-Kurbelgehäuse die sogenannte NANOSLIDE®-Beschichtung zum Einsatz. Dabei handelt es sich um eine Eisen-Kohlenstoff-Schicht, die mittels Lichtbogendrahtspritzen direkt auf die Aluminium-Oberfläche aufgebracht wird und hohe Ölrückhaltevolumen in der Zylinderlaufbahn ermöglicht.
Der Motor verfügt über eine Turboaufladung mit jeweils einem Turbolader pro Zylinderbank (Bi-Turbo). Die verdichtete Frischluft wird in einem im Gegenstromprinzip ausgeführten Wasser-Luft-Ladeluftkühler gekühlt und anschließend über einen gemeinsamen Ladeluftverteiler den Zylinderbänken zugeführt. Der Ladeluftkühler besitzt einen separaten Niedertemperatur-Kühlwasserkreislauf.
Der erste Einsatz dieser Motorvariante erfolgte im Frühjahr 2013 im E 400 (Baureihe 212).

### M 276 DES 35 LA
Bei dieser seit 2014 eingesetzten Variante des 3,5-Liter-Motors wurde nun ebenfalls auf die Turboaufladung umgestellt. Der Motor verfügt aber im Gegensatz zur 3,0-Liter-Variante weiterhin über das Schichtbrennverfahren, das einen NOx-Speicherkatalysator zur Einhaltung der Emissionsgrenzwerte benötigt.

## Varianten

### M 276 DEH 30 LA red.*
| Verkaufsbezeichnung                                                                             | Baureihe | Bauzeitraum |
| ----------------------------------------------------------------------------------------------- | -------- | ----------- |
| Hubraum: 2996 cm³, Leistung: 200 kW (272 PS) bei 5000/min, Drehmoment: 400 Nm bei 1300–4500/min |          |             |
| E 320                                                                                           | C/A 207  | 2014–2017   |
| R 320                                                                                           | V 251    | 2014–2017   |

### M 276 DEH 30 LA*
| Verkaufsbezeichnung                                                                                  | Baureihe    | Bauzeitraum |
| --- | ----------- | ----------- |
| Hubraum: 2996 cm³, Leistung: 245 kW (333 PS) bei 5250–6000/min, Drehmoment: 480 Nm bei 1600–4000/min |             |             |
| ML 400/GLE 400                                                                                       | W 166       | 2015–2018   |
| GL 400/GLS 400                                                                                       | X 166       | seit 2014   |
| C 400                                                                                                | W/S 205     | seit 2014   |
| E 400                                                                                                | C/A 207     | 2013–2014   |
| E 400                                                                                                | C/A 238     | seit 2017   |
| E 400                                                                                                | W/S 212     | 2013–2014   |
| S 500 PLUG-IN HYBRID                                                                                 | V 222       | 2014–2017   |
| SL 400                                                                                               | R 231       | 2014–2016   |
| R 400                                                                                                | V 251       | 2014–2017   |
| GLE 400 Coupé                                                                                        | C 292       | 2015–2018   |
| Hubraum: 2996 cm³, Leistung: 270 kW (367 PS) bei 5500–6000/min, Drehmoment: 520 Nm bei 2000–4200/min |             |             |
| C 450 AMG Mercedes-AMG C 43 4MATIC                                                                   | W/S/C/A 205 | 2015–2018   |
| Mercedes-AMG GLC 43 4MATIC                                                                           | X 253       | seit 2016   |
| Mercedes-AMG GLC 43 4MATIC Coupé                                                                     | C 253       | seit 2016   |
| GLE 450 AMG Mercedes-AMG GLE 43 4MATIC                                                               | W 166       | 2015–2017   |
| GLE 450 AMG Coupé Mercedes-AMG GLE 43 4MATIC Coupé                                                   | C 292       | 2015–2017   |
| S 400 4MATIC Coupé                                                                                   | C 217       | 2015–2018   |
| SL 400                                                                                               | R 231       | seit 2016   |
| Mercedes-AMG SLC 43                                                                                  | R 172       | 2016–2018   |
| E 450 4MATIC Coupé                                                                                   | C/A 238     | 2018–2020   |
| Hubraum: 2996 cm³, Leistung: 287 kW (390 PS) bei 6100/min, Drehmoment: 520 Nm bei 2500–5000/min      |             |             |
| Mercedes-AMG C 43 4MATIC                                                                             | W/S/C/A 205 | seit 2018   |
| Mercedes-AMG GLE 43 4MATIC                                                                           | W 166       | 2017–2018   |
| Mercedes-AMG GLE 43 4MATIC Coupé                                                                     | C 292       | seit 2017   |
| Mercedes-AMG SLC 43                                                                                  | R 172       | seit 2018   |
| Hubraum: 2996 cm³, Leistung: 295 kW (401 PS) bei 6100/min, Drehmoment: 520 Nm bei 2500–5000/min      |             |             |
| Mercedes-AMG E 43 4MATIC                                                                             | W/S 213     | 2016–2018   |

### M 276 DES 35 red.*
| Verkaufsbezeichnung                                                                             | Baureihe | Bauzeitraum         |
| ----------------------------------------------------------------------------------------------- | -------- | ------------------- |
| Hubraum: 3498 cm³, Leistung: 185 kW (252 PS) bei 6500/min, Drehmoment: 340 Nm bei 3500–4500/min |          |                     |
| ML 300 4MATIC/GLE 300 4MATIC                                                                    | W 166    | 2012–2017           |
| E 300 E 300 BlueEFFICIENCY                                                                      | C/A 207  | 2013–2014 2011–2013 |
| E 300 E 300 BlueEFFICIENCY                                                                      | W/S 212  | 2013–2014 2011–2013 |
| CLS 300                                                                                         | C 218    | 2012–2018           |

### M 276 DES 35*
| Verkaufsbezeichnung                                                                             | Baureihe  | Bauzeitraum                   |
| ----------------------------------------------------------------------------------------------- | --------- | ----------------------------- |
| Hubraum: 3498 cm³, Leistung: 225 kW (306 PS) bei 6500/min, Drehmoment: 370 Nm bei 3500–5250/min |           |                               |
| ML 350 ML 350 BlueEFFICIENCY GLE 350 (USA)                                                      | W 166     | 2013–2014 2011–2013 seit 2017 |
| SLK 350 SLK 350 BlueEFFICIENCY                                                                  | R 172     | 2013–2016 2011–2013           |
| C 350 C 350 BlueEFFICIENCY                                                                      | W/S/C 204 | 2013–2015 2011–2013           |
| GLK 350 GLK 350 BlueEFFICIENCY                                                                  | X 204     | 2013–2015 2011–2013           |
| E 350 E 350 BlueEFFICIENCY                                                                      | C/A 207   | 2013–2014 2011–2013           |
| E 350 E 350 BlueEFFICIENCY                                                                      | W/S 212   | 2013–2014 2011–2013           |
| E 400 HYBRID                                                                                    | W 212     | 2012–2016                     |
| CLS 350 CLS 350 BlueEFFICIENCY                                                                  | C/X 218   | 2013–2014 2011–2013           |
| S 350 BlueEFFICIENCY                                                                            | W/V 221   | 2011–2013                     |
| S 400 HYBRID                                                                                    | W/V 222   | 2013–2017                     |
| SL 350                                                                                          | R 231     | 2012–2014                     |
| R 350 BlueEFFICIENCY                                                                            | W/V 251   | 2012–2014                     |

### M 276 DES 35 LA*
| Verkaufsbezeichnung                                                                                  | Baureihe | Bauzeitraum |
| --- | -------- | ----------- |
| Hubraum: 3498 cm³, Leistung: 245 kW (333 PS) bei 5250–6000/min, Drehmoment: 480 Nm bei 1200–4000/min |          |             |
| E 400                                                                                                | C/A 207  | 2014–2017   |
| E 400                                                                                                | W/S 212  | 2014–2016   |
| E 400                                                                                                | W/S 213  | 2016–2018   |
| CLS 400                                                                                              | C/X 218  | 2014–2018   |

 * Die Motorbezeichnung ist wie folgt verschlüsselt:
M = Motor (Otto), Baureihe = 3-stellig, DE = Direkteinspritzung, H = Homogene Verbrennung, S = Schichtbrennverfahren, Hubraum = Deziliter (gerundet), L = Ladeluftkühlung, A = Abgasturbolader, red. = leistungsreduziert